# Attila Molnár (lekkoatleta)
Attila Molnár (ur. 17 stycznia 2002) – węgierski lekkoatleta specjalizujący się w biegach krótkich. W 2023 roku zdobył brązowy medal na mistrzostwach Europy do lat 23 na dystansie 400 metrów w Espoo. W tym samym roku ustanowił rekord Węgier na Mistrzostwach świata w Budapeszcie.

## Kariera
Był zawodnikiem klubu Ferencváros. W 2022 na Mistrzostwach Europy w Monachium był w składzie sztafety Węgier w składzie Tamás Máté, Dániel Huller, Zoltán Wahl i zajął 13. miejsce. W listopadzie 2023 był w składzie sztafety halowej na dystansie 4x400m która ustanowiła nowy rekord Węgier czasem 3:08.58. W maju 2023 ustanowił nowy rekord kraju na dystansie 400 metrów na zawodach w Limassol wynikiem 44.98. Był zawodnikiem kadry na Mistrzostwach Świata w Budapeszcie, gdzie ustanowił rekord kraju na dystansie 400 metrów wynikiem 44.84 sekundy i zakwalifikował się do półfinału. W styczniu 2024 w mieście Nyíregyháza ustanowił nowy rekord Węgier w hali na dystansie 400 metrów wynikiem 46.22.